# Коте де Пабло
Марія Хосе де Пабло Фернандес, відома як Коте де Пабло (англ. Cote de Pablo; нар.. 12 листопада 1979, Сантьяго, Чилі) — американська акторка кіно і телебачення.

## Життєпис
Народилася 1979 року в Сантьяго, Чилі, коли їй виповнилося 10, переїхала з сім'єю до Маямі, штат Флорида (США), оскільки її мати отримала там роботу. Тут Коте закінчила школу, а пізніше — університет Карнегі — Меллона. Навчання в ньому вона закінчила в 2000 році, за освітнім ступенем бакалавра з акторської гри та музичного театру. Пізніше закінчила Національну Академію Мистецтв.
Першим виступом де Пабло на публіці стало популярне латиноамериканське ток-шоу «Контроль» з Карлосом Понсе, куди її запросили на посаду співведучої. Пізніше, вже в Карнегі — Меллон вона зіграла у низці театральних програм, у тому числі «Будинок Бернардо Альби», «Структура хмар», «Нескромність», «Фанатастики», «Світ крутиться» та «Маленька нічна музика».
У 2001 році де Пабло зіграла в Нью-Йоркському громадському театрі, в постановці «Міра за міру» за Шекспіром. Однак пізніше їй дісталася низка менш важливих ролей — у «Всі мої діти», «Навчання Макса Бікфорда», «Кидок», «Вулиця» та «Коли я виросту». У 2004 році виконала головну роль у серіалі каналу Fox «Журі», а в 2005 році дебютувала на Бродвеї роллю Долорес Фуенте в «Королі Мамбо» і почала зніматися в серіалі « Полювання на вбивць» у ролі Зіви. Завдяки цій ролі акторка досягла своєї популярності .
У 2006 році де Пабло отримала премію «Imagen Award» у категорії «Найкраща акторка другого плану» за роль Зіви Давид. У 2008 році за цю ж роль вона номінувалася на премії « ALMA» та «Imagen Award» — у категоріях «Видатна акторка драматичного серіалу» та «Найкраща акторка другого плану». Але цього разу премії їй здобути не вдалося.
Згідно з біографією, викладеною на веб-сайті каналу CBS, у розділі «Полювання на вбивць», акторка зараз проживає в Лос-Анджелесі. У вільний час вона пише та виконує музику.
У 2011 році отримала премію «ALMA» у категорії «Найвидатніша акторка драматичного серіалу», а також була номінована на премію «Imagen Award» .
У 2016 році за роль у фільмі « 33» отримала премію «Imagen Award» у категорії «Найкраща акторка другого плану» .

## Музика
Коте де Пабло виконала пісню «Temptation» Тома Вейтса в епізоді «Last Man Standing» Полювання на вбивць, який вперше вийшов в ефір у США 23 вересня 2008 року. Повну версію пісні, у тому числі з текстом французькою, випустили в офіційному саундтреку серіалу Полювання на вбивць 10 лютого 2009 року.
Офіційний саундтрек фільму «33» включає пісню Gracias a la vida у виконанні де Пабло .

## Особисте життя
Зустрічалася з актором Дієго Серрано.

## Фільмографія
| Рік       |    | Українська назва           | Оригінальна назва                          | Роль                       |
| --------- | -- | -------------------------- | ------------------------------------------ | -------------------------- |
| 2000      | с  | Вулиця                     | The $treet                                 | Фиона                      |
| 2001      | с  | Виховання Макса Бікфорда   | The Education of Max Bickford              | Джина                      |
| 2002      | вг | TOCA Race Driver           | ToCA Race Driver                           | Мелані Санчес, озвучування |
| 2004      | с  | Суд присяжних              | The Jury                                   | Маргарита                  |
| 2005—2013 | с  | NCIS: Полювання на вбивць  | NCIS: Naval Criminal Investigative Service | Зіва Девід                 |
| 2010      | ф  | Панихида по Ренсому Прайду | The Last Rites of Ransom Pride             | Бруха                      |
| 2015      | с  | Охоронниця голубів         | The Dovekeepers                            | Шира                       |
| 2015      | ф  | 33                         | The 33                                     | Джессіка                   |
| 2016      | тф | Прототип                   | Prototype                                  | Лора Кейл                  |
| 2019      | ф  | Сенека                     | Seneca                                     | Селеста                    |
| 2019—2020 | с  | NCIS: Полювання на вбивць  | NCIS: Naval Criminal Investigative Service | Зіва Девід                 |
| 2019      | с  |                            | MIA                                        | Продюсерка                 |

| Рік  | Назва            | Роль голосу   | Примітки |
| ---- | ---------------- | ------------- | -------- |
| 2002 | TOCA Race Driver | Мелані Санчес |          |

## Нагороди та номінації
| Рік  | Асоціація     | Категорія                                             | Робота                      | Результат | Ref.          |
| ---- | ------------- | ----------------------------------------------------- | --------------------------- | --------- | ------------- |
| 2006 | Imagen Awards | Найкраща акторка другого плану на телебаченні         | Морська поліція: Спецвідділ | Перемога  | [ 9 ] [ 10 ]  |
| 2008 | Imagen Awards | Найкраща акторка другого плану на телебаченні         | Морська поліція: Спецвідділ | Номінація | [ 11 ]        |
| 2008 | ALMA Awards   | Видатна акторка драматичного телесеріалу              | Морська поліція: Спецвідділ | Номінація | [ 9 ] [ 12 ]  |
| 2009 | ALMA Awards   | Видатна акторка драматичного телесеріалу              | Морська поліція: Спецвідділ | Номінація | [ 13 ] [ 14 ] |
| 2009 | Imagen Awards | Найкраща акторка другого плану на телебаченні         | Морська поліція: Спецвідділ | Номінація | [ 15 ]        |
| 2011 | Imagen Awards | Найкраща акторка на телебаченні                       | Морська поліція: Спецвідділ | Номінація | [ 16 ]        |
| 2011 | ALMA Awards   | Улюблена телевізійна акторка — головна роль у драмі   | Морська поліція: Спецвідділ | Перемога  | [ 17 ]        |
| 2012 | ALMA Awards   | Улюблена телевізійна драматична акторка               | Морська поліція: Спецвідділ | Номінація | [ 18 ]        |
| 2016 | Imagen Awards | Найкраща акторка другого плану — повнометражний фільм | 33                          | Перемога  | [ 19 ]        |
| 2020 | Imagen Awards | Найкраща акторка другого плану на телебаченні         | Морська поліція: Спецвідділ | Номінація | [ 20 ]        |